# Katsuaki Fujiwara
Katsuaki Fujiwara (藤原 克昭?, Fujiwara Katsuaki; Yamaguchi, 27 marzo 1975) è un pilota motociclistico giapponese, ritiratosi dall'attività agonistica.

## Carriera
Esordisce in una competizione mondiale nel 1995 quando prende parte, in qualità di pilota wild card al Gran Premio del Giappone nel mondiale Superbike. In sella ad una Kawasaki chiude gara due al terzo posto.
Ha partecipato a quattro Gran Premi nel motomondiale - classe 500 con la Suzuki RGV Γ 500 a cavallo tra la stagione 1996 e quella del 1998 senza ottenere risultati di rilievo.
Dal 1996 ha corso varie volte nella 8 Ore di Suzuka, arrivando 2º nel 2005 in coppia con Chris Vermeulen su Honda CBR1000RR, e nel campionato mondiale Superbike. Dal 2001 è passato al campionato mondiale Supersport, piazzandosi 2º nella stagione successiva. Nel 2003 si classifica al quinto posto vincendo una gara. Nel 2004, ultimo anno con Suzuki, chiude decimo. Nel 2005 passa a guidare motociclette Honda, con cui vince due Gran Premi ed è terzo in classifica. Nel 2006 chiude tredicesimo e nel 2007 è quarto. Nel 2008. Le due annate successive, ultime nel mondiale, le chiude entrambe al decimo posto. Dall'anno successivo si dedica allo sviluppo delle Kawasaki ZX-10R e ZX-6R.
Terminate le esperienze nei campionati mondiali gareggia nell'Asia Road Racing dove è campione nel 2011 e vice-campione nelle due successive edizioni. Nel 2014, all'età di trentanove anni, decide di concludere la propria carriera agonistica.

## Risultati in gara

### Campionato mondiale Superbike
| 1995 | Moto     |  |  |  |  |  |  |  |  |  |  |  |  |  |  |  |  |    |   |  |  |  |  |  |  |  |  | Punti | Pos. |
| ---- | -------- |  |  |  |  |  |  |  |  |  |  |  |  |  |  |  |  | -- | - |  |  |  |  |  |  |  |  | ----- | ---- |
| 1995 | Kawasaki |  |  |  |  |  |  |  |  |  |  |  |  |  |  |  |  | 17 | 3 |  |  |  |  |  |  |  |  | 16    | 27º  |

| 1996 | Moto   |  |  |  |  |  |  |  |  |  |  |  |  |  |  |  |  |    |    |  |  |  |  |  |  |  |  | Punti | Pos. |
| ---- | ------ |  |  |  |  |  |  |  |  |  |  |  |  |  |  |  |  | -- | -- |  |  |  |  |  |  |  |  | ----- | ---- |
| 1996 | Suzuki |  |  |  |  |  |  |  |  |  |  |  |  |  |  |  |  | 16 | 16 |  |  |  |  |  |  |  |  | 0     |      |

| 1997 | Moto   |  |  |  |  |  |  |  |  |  |  |  |  |  |  |  |  |  |  |  |  |   |   |  |  |  |  | Punti | Pos. |
| ---- | ------ |  |  |  |  |  |  |  |  |  |  |  |  |  |  |  |  |  |  |  |  | - | - |  |  |  |  | ----- | ---- |
| 1997 | Suzuki |  |  |  |  |  |  |  |  |  |  |  |  |  |  |  |  |  |  |  |  | 8 | 5 |  |  |  |  | 20    | 24º  |

| 1999 | Moto   |    |    |   |    |    |    |   |   |     |   |   |   |    |   |    |    |    |    |     |     |    |    |   |    |    |    | Punti | Pos. |
| ---- | ------ | -- | -- | - | -- | -- | -- | - | - | --- | - | - | - | -- | - | -- | -- | -- | -- | --- | --- | -- | -- | - | -- | -- | -- | ----- | ---- |
| 1999 | Suzuki | 11 | 10 | 9 | 10 | 13 | 11 | 8 | 8 | Rit | 9 | 6 | 7 | 14 | 9 | 11 | 11 | 14 | 15 | Rit | Rit | 12 | 12 | 7 | 10 | 19 | 18 | 119   | 9º   |

| 2000 | Moto   |   |   |    |   |     |     |     |    |    |   |    |    |   |   |   |    |   |   |    |    |    |   |    |   |    |   | Punti | Pos. |
| ---- | ------ | - | - | -- | - | --- | --- | --- | -- | -- | - | -- | -- | - | - | - | -- | - | - | -- | -- | -- | - | -- | - | -- | - | ----- | ---- |
| 2000 | Suzuki | 8 | 8 | 13 | 7 | Rit | Rit | Rit | 13 | 11 | 9 | 18 | 10 | 3 | 4 | 8 | 10 | 7 | 8 | 17 | 10 | 10 | 8 | 14 | 8 | 11 | 9 | 151   | 9º   |

| Legenda | 1º posto        | 2º posto            | 3º posto           | A punti      | Senza punti        | Grassetto – Pole position Corsivo – Giro più veloce |
| Legenda | Gara non valida | Non qual./Non part. | Ritirato/Non class | Squalificato | '-' Dato non disp. | Grassetto – Pole position Corsivo – Giro più veloce |

### Motomondiale
| 1996 | Classe | Moto   |    |  |     |  |  |  |  |  |  |  |  |  |  |  |  | Punti | Pos. |
| ---- | ------ | ------ | -- |  | --- |  |  |  |  |  |  |  |  |  |  |  |  | ----- | ---- |
| 1996 | 500    | Suzuki | NP |  | Rit |  |  |  |  |  |  |  |  |  |  |  |  | 0     |      |

| 1998 | Classe | Moto   |  |  |  |  |  |  |  |  |  |    |    |     |  |  |  | Punti | Pos. |
| ---- | ------ | ------ |  |  |  |  |  |  |  |  |  | -- | -- | --- |  |  |  | ----- | ---- |
| 1998 | 500    | Suzuki |  |  |  |  |  |  |  |  |  | 18 | 16 | Rit |  |  |  | 0     |      |

| Legenda | 1º posto        | 2º posto            | 3º posto            | A punti      | Senza punti        | Grassetto – Pole position Corsivo – Giro più veloce |
| Legenda | Gara non valida | Non qual./Non part. | Ritirato/Non class. | Squalificato | '-' Dato non disp. | Grassetto – Pole position Corsivo – Giro più veloce |

### Campionato mondiale Supersport
| 2001 | Moto   |   |     |     |    |   |     |   |   |     |     |   |  |  |  | Punti | Pos. |
| ---- | ------ | - | --- | --- | -- | - | --- | - | - | --- | --- | - |  |  |  | ----- | ---- |
| 2001 | Suzuki | 4 | Rit | Rit | 13 | 5 | Rit | 6 | 4 | Rit | Rit | 8 |  |  |  | 58    | 12º  |

| 2002 | Moto   |    |   |     |   |   |   |   |   |   |   |   |   |  |  | Punti | Pos. |
| ---- | ------ | -- | - | --- | - | - | - | - | - | - | - | - | - |  |  | ----- | ---- |
| 2002 | Suzuki | 17 | 4 | Rit | 2 | 3 | 6 | 1 | 2 | 1 | 3 | 5 | 1 |  |  | 181   | 2º   |

| 2003 | Moto   |   |   |    |    |   |   |   |   |   |     |     |  |  |  | Punti | Pos. |
| ---- | ------ | - | - | -- | -- | - | - | - | - | - | --- | --- |  |  |  | ----- | ---- |
| 2003 | Suzuki | 1 | 2 | 15 | 10 | 3 | 8 | 2 | 9 | 3 | Rit | Rit |  |  |  | 119   | 5º   |

| 2004 | Moto   |   |    |   |     |   |     |   |     |    |     |  |  |  |  | Punti | Pos. |
| ---- | ------ | - | -- | - | --- | - | --- | - | --- | -- | --- |  |  |  |  | ----- | ---- |
| 2004 | Suzuki | 3 | 11 | 4 | Rit | 6 | Rit | 7 | Rit | 14 | Rit |  |  |  |  | 55    | 10º  |

| 2005 | Moto  |   |   |   |   |   |   |  |   |   |   |    |   |  |  | Punti | Pos. |
| ---- | ----- | - | - | - | - | - | - |  | - | - | - | -- | - |  |  | ----- | ---- |
| 2005 | Honda | 1 | 4 | 2 | 1 | 9 | 3 |  | 6 | 5 | 4 | NQ | 7 |  |  | 149   | 3º   |

| 2006 | Moto  |     |  |   |     |    |  |  |  |    |    |   |   |  |  | Punti | Pos. |
| ---- | ----- | --- |  | - | --- | -- |  |  |  | -- | -- | - | - |  |  | ----- | ---- |
| 2006 | Honda | Rit |  | 3 | Rit | 10 |  |  |  | 17 | 22 | 8 | 7 |  |  | 39    | 13º  |

| 2007 | Moto  |   |   |   |    |     |   |   |   |   |     |     |    |   |  | Punti | Pos. |
| ---- | ----- | - | - | - | -- | --- | - | - | - | - | --- | --- | -- | - |  | ----- | ---- |
| 2007 | Honda | 3 | 5 | 3 | 18 | Rit | 6 | 3 | 8 | 6 | Rit | Rit | 10 | 8 |  | 101   | 4º   |

| 2008 | Moto     |    |     |    |     |    |    |     |    |     |    |    |    |    |  | Punti | Pos. |
| ---- | -------- | -- | --- | -- | --- | -- | -- | --- | -- | --- | -- | -- | -- | -- |  | ----- | ---- |
| 2008 | Kawasaki | 15 | Rit | 11 | Rit | 15 | 11 | Rit | 16 | Rit | 14 | 18 | 12 | 22 |  | 18    | 22º  |

| 2009 | Moto     |    |     |   |    |   |    |    |   |     |   |     |   |   |    | Punti | Pos. |
| ---- | -------- | -- | --- | - | -- | - | -- | -- | - | --- | - | --- | - | - | -- | ----- | ---- |
| 2009 | Kawasaki | 17 | Rit | 5 | 14 | 6 | 13 | 13 | 6 | Rit | 4 | Rit | 7 | 7 | 13 | 73    | 10º  |

| 2010 | Moto     |    |   |     |   |   |    |   |  |   |    |     |   |   |  | Punti | Pos. |
| ---- | -------- | -- | - | --- | - | - | -- | - |  | - | -- | --- | - | - |  | ----- | ---- |
| 2010 | Kawasaki | 11 | 6 | Rit | 8 | 5 | 12 | 6 |  | 5 | 15 | Rit | 5 | 6 |  | 81    | 10º  |

| Legenda | 1º posto        | 2º posto            | 3º posto           | A punti      | Senza punti        | Grassetto – Pole position Corsivo – Giro più veloce |
| Legenda | Gara non valida | Non qual./Non part. | Ritirato/Non class | Squalificato | '-' Dato non disp. | Grassetto – Pole position Corsivo – Giro più veloce |